# حوزه انتخابیه چهارم جورجیا
حوزه انتخابیه چهارم جورجیا یک حوزه انتخابیه مجلس نمایندگان آمریکا است که در ایالت جورجیا قرار دارد.